# ۶-ام‌ای‌دی‌ای‌ام
۶-ام‌ای‌دی‌ای‌ام (به انگلیسی: MADAM-6) با فرمول شیمیایی C۱۲H۱۷NO۲ یک ترکیب شیمیایی است. که جرم مولی آن ۲۰۷٫۲۶۹ g/mol می‌باشد. 